# دکتر آلمانی
دکتر آلمانی یا واکولدا (اسپانیایی: Wakolda‎) فیلمی آرژانتینی در ژانر تاریخی و درام است که محصول سال ۲۰۱۳ میلادی می‌باشد. کارگردان، تهیه‌کننده و فیلمنامه‌نویس این فیلم لوسیا پوئنزو بود. فیلمنامه بر اساس رمان Wakolda ساخته شده که پوئنزو سال ۲۰۱۱ منتشر کرده‌بود. مطرح‌ترین ستارهٔ سینمایی این فیلم آلکس برندمول در نقش افسر نازی و دکتر یوزف منگله بدنام برای انجام آزمایش‌های انسانی نازیها در اردوگاه کار اجباری آشویتس بوده‌است. همچنین بازیگران دیگری که در فیلم نقشی ایفا کردند، فلورنسیا بادو، ناتالیا اوریرو، دیگو پرتتی، النا راجر و گوئیرمو پفنینگ بوده‌اند.

## طرح
یوزف منگله در تبعیدش در آرژانتین در سال ۱۹۶۰ به زندگی تحت یک هویت جدید پرداخته‌است و فیلم داستان زندگی او در تبعید را دنبال می‌کند.

## بازیگران
- الکس برندمول در نقش یوزف منگله با نام مستعار هلموت گرگور
- فلورنسیا بادو در نقش لیلث
- دیگو پرتی در نقش انزو
- ناتالیا اوریرو در نقش اوا
- النا روجر عنوان نورا الدوک
- گوئیرمو پفنینگ در نقش کلاوس
- آلن دایسز در نقش توماس
- آنا پائولز در نقش پرستار
- آبریل برانشتاین در نقش آیلین
- جوانی مارتینز در نقش اتو

## جایزه‌ها و نامزد شدن‌ها
| گروه                                                  | جایزه                     | نتیجه    |
| ----------------------------------------------------- | ------------------------- | -------- |
| ۶۶ اُمین جشنواره فیلم کن                               | بخش نوعی نگاه             | نامزدشده |
| جشنواره بین‌المللی فیلم سنت پترزبورگ                   | مخاطبان جایزه             | برنده    |
| جشنواره بین‌المللی فیلم سینمایی اونسار                 | بهترین بازیگر جدید        | برنده    |
| جشنواره بین‌المللی فیلم سینمایی اونسار                 | بهترین بازیگر نقش مکمل زن | برنده    |
| جشنواره بین‌المللی فیلم سینمایی اونسار                 | بهترین مدیر               | برنده    |
| جشنواره بین‌المللی فیلم سینمایی اونسار                 | بهترین ویژگی فیلم         | برنده    |
| جشنواره بین‌المللی فیلم سن سباستین                     | Horizontes                | نامزدشده |
| جشنواره فیلم‌های جنوبی                                 | بهترین ویژگی              | نامزدشده |
| ۳۵اُمین جشنواره بین‌المللی فیلم آمریکای لاتین در هاوانا | بهترین مدیر               | برنده    |
| ۳۵اُمین جشنواره بین‌المللی فیلم آمریکای لاتین در هاوانا | ویژه هیئت داوران جایزه    | برنده    |